# Caudites acosaguensis
Caudites acosaguensis is een mosselkreeftjessoort uit de familie van de Hemicytheridae. De wetenschappelijke naam van de soort is voor het eerst geldig gepubliceerd in 1967 door Swain & Gilby.